# Doshu
Doshu (道主/どうしゅ/ Doshu) és una paraula composta japonesa que traduïda literalment significa Líder del camí. És el títol honorífic i hereditari per denotar el president del Aikikai, l'organització internacional de Aikidō. És similar al títol generalitzadament estès Sōke utilitzat en altres arts marcials que s'adhereixen al sistema tradicional iemoto .
Mentre que el terme potencialment podria ser usat també per altres disciplines, al Japó el seu significat més comú és específic de la fundació Aikikai.
També dins de l'Aikikai al successor en el lideratge se l'anomena "Waka (若, jove o en formació) Sensei".

## Aikido
- Primer Doshu: El Fundador (開祖/ Kaiso) Morihei Ueshiba (植芝盛平) qui va originar l'Aikido, que va viure entre 1883-1969. Encara que, si és el cas, s'ho fa generalment com Ō-sensei (大先生Gran Mestre).

- Segon Doshu (二代道主): Kisshomaru Ueshiba, va assumir com a líder a partir del 1969 (en morir el seu pare), va viure entre 1921-1999.

- Tercer Doshu (三代道主): Moriteru Ueshiba, és l'actual Doshu, qui va assumir el títol el 1999. Nascut el 1951, és el net del fundador.

- Waka Sensei: Mitsuteru Ueshiba, nascut el 1980. S'espera que Mitsuteru succeeixi al seu pare[2] com a pròxim Doshu.

## Geografia
En menor mesura, també es pot anomenar Doshu (nihongo: |土州) a l'ex-província japonesa de Tosa (nihongo:土佐国/ Tosa no kuni), l'àrea actualment és la prefectura de Kōchi a la regió de Shikoku (四国地方/ Shikoku Chiho).